# Маркированность
Марки́рованность — лингвистическое, а также общесемиотическое понятие, впервые разработанное в Пражской лингвистической школе.
Если языковые единицы различаются лишь по одному признаку, то чаще встречающееся значение именуется базисным (немаркированным), а более редкое — маркированным. 
Согласно Р. Якобсону, который первоначально ввел термин применительно к фонемам, базисный признак — тот, который сохраняется в процессе нейтрализации.

## Маркированность в лингвистике
Фонологическая маркированность — разница в статусе фонологических единиц. Типологически единицы с более низкой маркированностью встречаются чаще (например, фонемы /p/, /a/, отсутствие тона), а более маркированные единицы — реже (/q/, /ɨ/, лексический тон).
Морфологическая маркированность — наличие морфемы, отмечающей то или иное явление. Значения именительного падежа, единственного числа, настоящего времени, действительного залога во многих языках выражены нулевыми морфемами, поэтому значения других падежей либо временных форм считаются маркированными. 
Стилистическая маркированность возникает при выделении слова из общего стиля определённого текста. В русском и многих других языках слова мужского рода могут обозначать как мужчин, так и женщин, для особого выделения женщин же будет использовано другое слово: например, студент (немаркировано) и студентка (маркировано). Сюда же относится употребление редких, диалектных, устаревших слов.
Социальная маркированность языковых единиц — употребление единиц, типичных для конкретной социальной группы.